# Pimpla bilineata
Pimpla bilineata là một loài tò vò trong họ Ichneumonidae.